# 培亞港
培亞港 （葡萄牙語：Porto da Praia）是位於維德角首都培亞的海港，坐落在大西洋的天然海灣。自2014年最新的現代化改造以來，它擁有2座長碼頭，3座較短的碼頭，一座帶有魚類加工設施的漁船碼頭、2座貨櫃場、2個滾裝卸料設施和一座客運碼頭。